# هوامانریپایوک (آرکیپا)
هوامانریپایوک (به اسپانیایی: Huamanripayoc) یک کوه در پرو است که در Peru, Arequipa Region واقع شده‌است. هوامانریپایوک ۵٬۰۰۰ متر بالاتر از سطح دریا واقع شده‌است.